# Кочевары

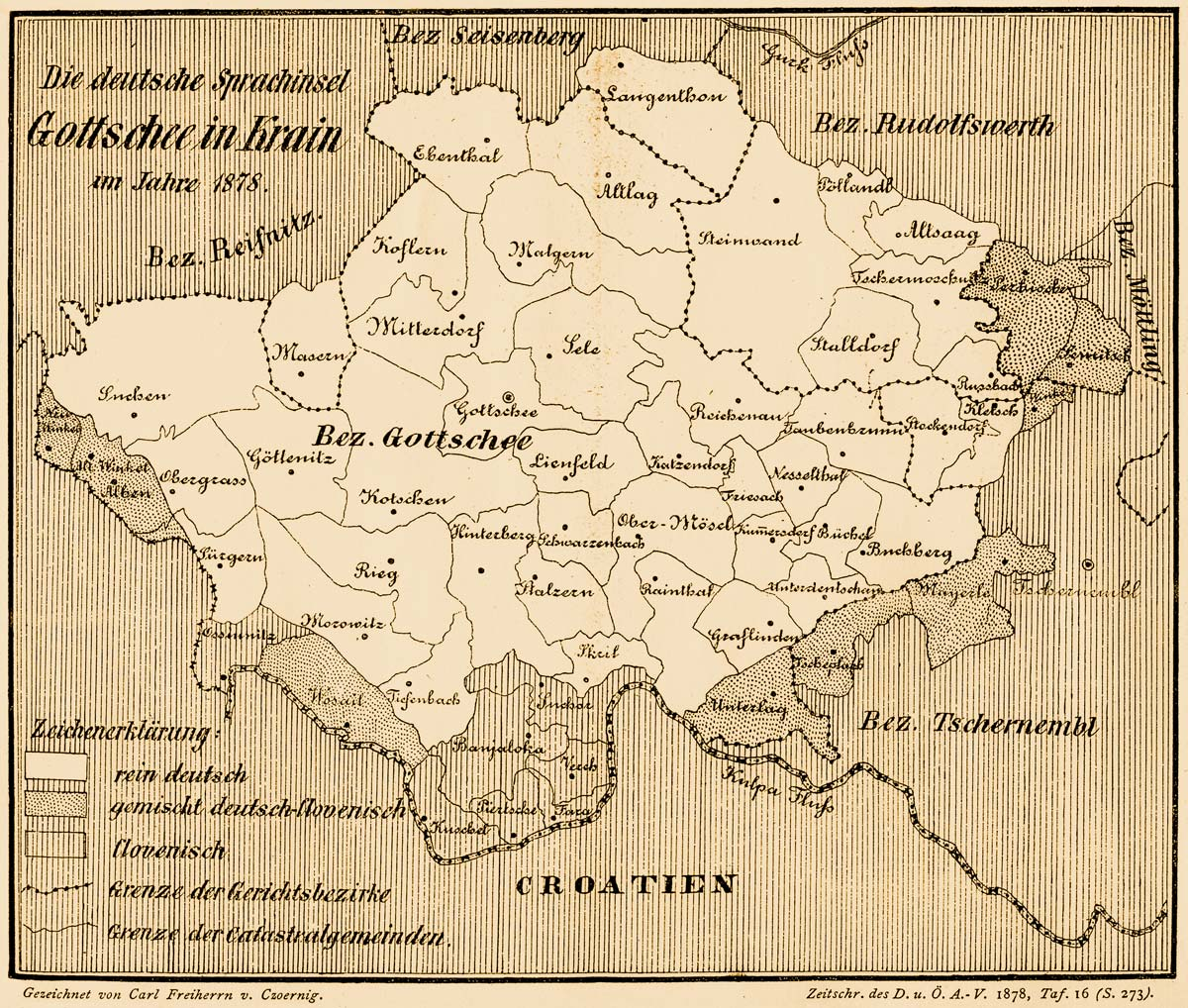
Территория немецкоязычного анклава кочеваров, карта 1878 года

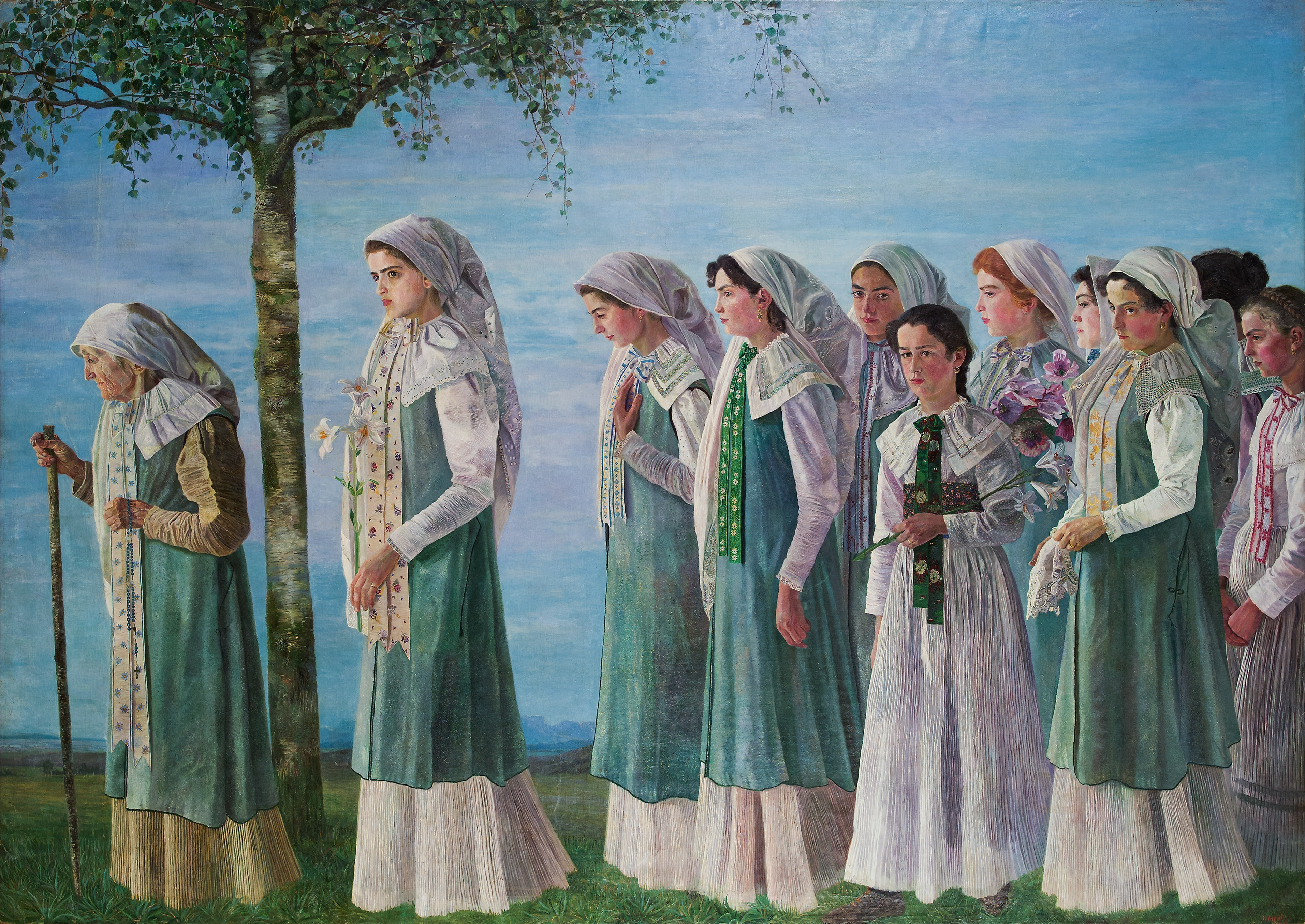
Кочеварские женщины, картина Карла Медица, 1897 год

Кочевары (нем. Gottscheer, Göttscheabar, множественное число Göttscheabarə, словен. Kočevarji), также известны как немцы-кошевцы — этническая группа немцев, ранее живших в исторической области Нижняя Крайна в современной Словении, в немецкоязычном анклаве, центром которого был город Кочевье (нем. Gottschee). Район поселения занимал площадь около 860 км² со 177 деревнями. Кочевары, которые жили отчасти как крестьяне, отчасти как странствующие торговцы, в течение шести столетий сохраняли свой готшейский диалект, пока они не были во время оккупации Югославии странами оси принудительно переселены в 1941 году в Нижнюю Штирию (с территории, аннексированной фашистской Италией на территорию, аннексированную нацистской Германией).
Кочевары впервые переселились в Крайну около 1330 года из Тироля и Каринтии. Переселенцы в течение около 600 лет изоляции сохраняли свою немецкую идентичность и язык. Они вырубали обширные леса региона и основали новые деревни и города. В 1809 году кочевары сопротивлялись французской аннексии своей территории во время Готшерского восстания. При распаде Австро-Венгрии в 1918 году Кочевье стало частью нового Королевства Югославия. Таким образом, кочевары превратились из части господствующего этноса Австро-Венгрии в этническое меньшинство в большом славянском государстве.

## История

### Герцогство Крайна
В 1330 году местный феодал Оттон V Ортенбург пригласил немецких крестьян из Восточного Тироля и Каринтии. В 1377 г. немецкому городу Готшее (Кочевье) были дарованы рыночные права.

### Социалистическая Югославия
Всего в Словении оставалось  около тысячи кочеваров, из них лишь несколько сотен в Кочевье. Большинство семей все еще живут в долине Moschnitze между Kočevske Poljane (Pöllandl) и Črmošnjice (Tschermoschnitz). Хотя проживающие здесь семьи сотрудничали с партизанами, они подозревались как немцы и находились под наблюдением югославской госбезопасности как минимум до 1986 года. Обучение на немецком языке отсутствовало. В этих обстоятельствах местный диалект передавался следующему поколению только в исключительных случаях, так что словенский также стал разговорным языком в семьях немцев.